# Ulodesmus bispinosus
Ulodesmus bispinosus är en mångfotingart som beskrevs av Carl Graf Attems 1928. Ulodesmus bispinosus ingår i släktet Ulodesmus och familjen Gomphodesmidae. Inga underarter finns listade i Catalogue of Life.